# 德昌王
僅（？—前560年），是古朝鲜之箕子朝鲜的君主，子姓。东史年表认为在位於前578年至前560年，諡號德昌王（韓語：덕창왕），後王位由侄朔繼承。